# Monfort (motorfiets)
Monfort is een Spaans historisch merk van motorfietsen.
De bedrijfsnaam was: Motorcycletas Monfort, Esparraguerra.
Motorcycletas Monfort produceerde van 1955 tot 1969 lichte motorfietsjes met 198cc-tweetaktmotoren.